# Kurdistan

Flagge der Kurden

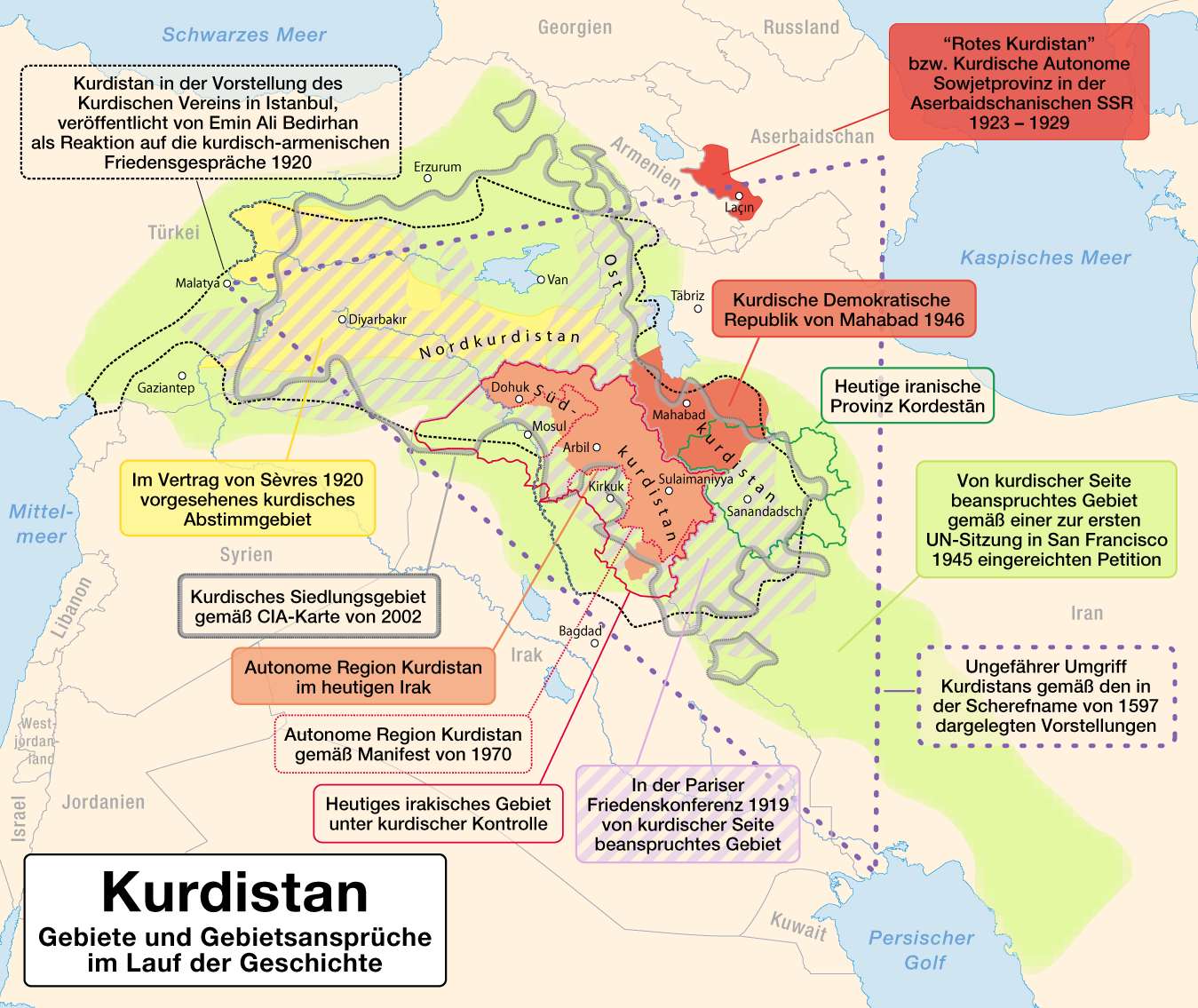
Ausdehnung Kurdistans und Gebietsansprüche im Laufe der Geschichte

Kurdistan (kurdisch کوردستان Kūrdistān; arabisch كردستان, DMG Kurdistān; persisch کردستان Kordestān; türkisch Kürdistan) ist ein nicht genau begrenztes Gebiet in Vorderasien, das als historisches Siedlungsgebiet der Kurden betrachtet wird. Einige der Staaten, über die sich dieses Gebiet erstreckt, vermeiden die Bezeichnung Kurdistan oder verbieten den Gebrauch des Begriffes sogar. Sein Gebrauch wird hingegen von breiten Schichten der kurdischen Bevölkerung gefördert bzw. gefordert. Das gesamte kurdische Siedlungsgebiet umfasst je nach Definition 440.000 bis 530.000 km² und verteilt sich auf die Staaten Türkei, Irak, Iran und Syrien. In diesen Gebieten sind neben Kurden auch Araber, Perser, Aserbaidschaner, Türken, Turkmenen, Armenier, Assyrer/Aramäer und Mhallamiye ansässig.

## Zur Geschichte des Begriffs Kurdistan

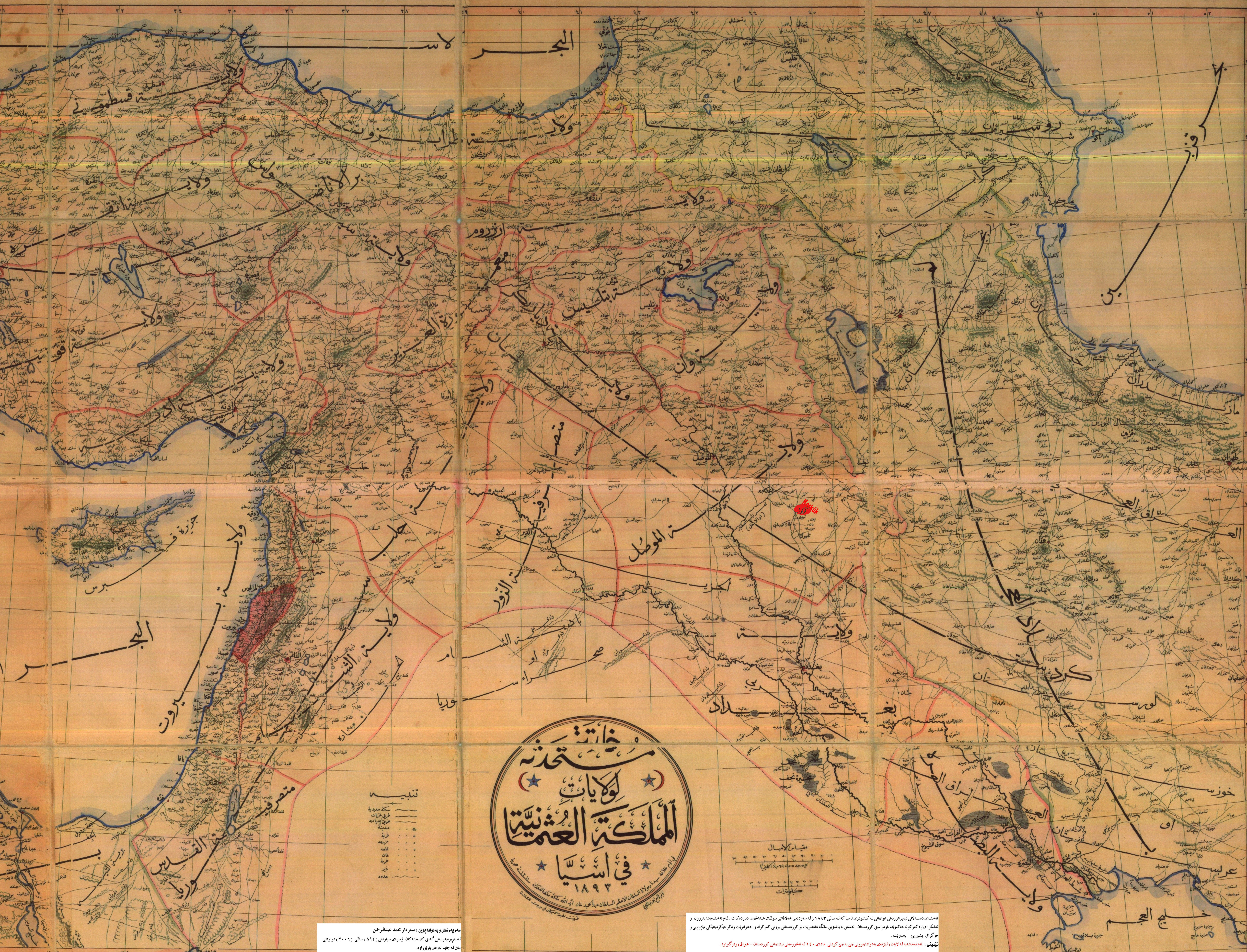
Kurdistan (hier in der Kartenmitte als zu erkennen) auf einer Osmanischen Karte von 1893

Die Bezeichnung Kurdistan taucht erstmals als Bezeichnung für ein Gebiet der armenischen Chronik des Matthias von Edessa auf. Sie bezeichnet mit K'rdstanac ein Gebiet zwischen Diyarbakır und Siverek. Die Chronik beschreibt in drei Teilen die Ereignisse der Jahre 952–1136. Als administrative Einheit entstand Kurdistan als Provinz des Seldschukenreiches zur Zeit des Sultans Ahmad Sandschar (regierte 1097–1157). Es umfasste die heutigen iranischen Gebiete von Hamadan, Kermanschah, Dinawar und Sanandadsch. Hamdollah Mostowfi zählte die 16 Kantone dieser Provinz in seinem Werk  Nuzhat al-ḳulūb  aus dem Jahre 1349 auf.
Im Scherefname werden auch die Luren zu Kurdistan gerechnet. Der osmanische Reisende Evliya Çelebi zählt im 4. Band seines Seyahatnâme neun Vilâyets auf, die seinerzeit zu Kurdistan gehörten: Erzurum, Van, Hakkari, Diyarbakir, Dschazira (Cizre), ʿAmādiya, Mossul, Schahrazūr und Ardalan. Die Rivalität zwischen dem Osmanischen Reich und den Safawiden führte zur Teilung Kurdistans. Im 17. Jahrhundert gehörten auf osmanischer Seite lediglich die Distrikte Dersim, Muş und Diyarbakir zum Vilâyet Kurdistan. Im 16. Jahrhundert beschränkte sich Kurdistan im Herrschaftsbereich der Safawiden verwaltungstechnisch auf die Region Ardalan. Hamadan und Luristan wurden abgetrennt.
In einem Brief von 1526 des osmanischen Sultans Süleyman an den französischen König Franz I. nennt Süleyman Kurdistan als Teil seines Herrschaftsbereiches.

## Geographie

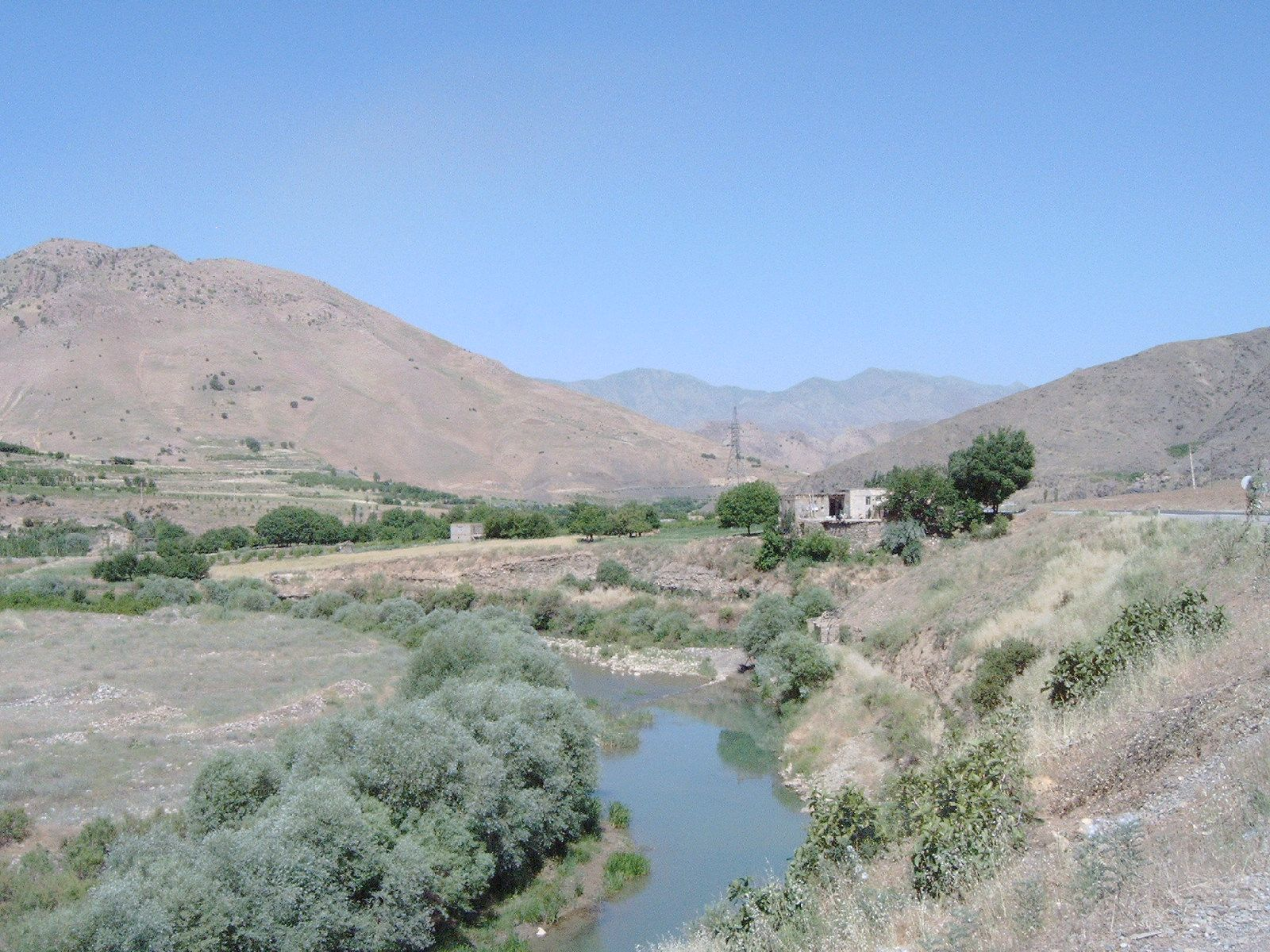
Landschaft in Ostkurdistan

Die Grenzen Kurdistans lassen sich nicht exakt definieren. Zum einen gibt es, abgesehen von der Autonomen Region Kurdistan im Irak und der iranischen Provinz Kurdistan, kein politisches Territorium und keine Verwaltungseinheit Kurdistan. Erschwerend kommt hinzu, dass es kein ethnisch homogenes kompaktes Siedlungsgebiet von Kurden gibt. Die Grenzen Kurdistans sind daher sehr umstritten.
Kurdistan liegt zwischen dem 34. und 40. Grad nördlicher Breite und dem 38. und 48. Grad östlicher Länge (37° N, 43° O). Es erstreckt sich über Ost- und Südostanatolien – genauer gesagt von İskenderun und dem Taurusgebirge bis hoch zum Ararat – bis zum Urmiasee in Iran und schließt die Region der Zagrosgebirgskette, also den Nordirak und Westiran, sowie Teile von Nordsyrien mit ein. Kurdische Aktivisten verwenden für die zu Iran, der Türkei, Irak und Syrien gehörenden Kurdengebiete seit den 1980er Jahren verstärkt die Bezeichnungen Ostkurdistan, Nordkurdistan, Südkurdistan und Westkurdistan. Es folgt eine Charakterisierung der einzelnen Teile Kurdistans nach den Staaten, zu denen die Gebiete gehören.

### Türkischer Teil
Der türkische Teil macht je nach Definition ca. 25 % des Staatsgebiets aus. Der Schwerpunkt erstreckt sich geografisch von der Provinz Gaziantep bis Hakkâri und von Malatya bis Kars. Außerdem leben in Zentralanatolien wie um den Tuz-See, Konya, Aksaray, Ankara usw. seit einigen Generationen Kurden (Zentralanatolische Kurden). In den letzten Jahrzehnten zogen bedingt durch Binnenmigration und Flucht viele Kurden in die Großstädte. Mittlerweile sind Kurden überall in der Türkei anzutreffen.
Der türkische Teil wird vom Taurusgebirge geprägt. Hier verlaufen die beiden Flüsse Euphrat und Tigris. Landwirtschaftlich wird diese Region durch Weizen-, Gersten-, Wein-, Oliven- und Pistazienanbau genutzt. Neben Gebirgsverläufen ist die Region östlich des Euphrat durch ein Hochplateau geprägt. Im Rahmen des Südostanatolien-Projekts entlang des Euphrat und Tigris werden über 22 Staudämme errichtet.

### Iranischer Teil

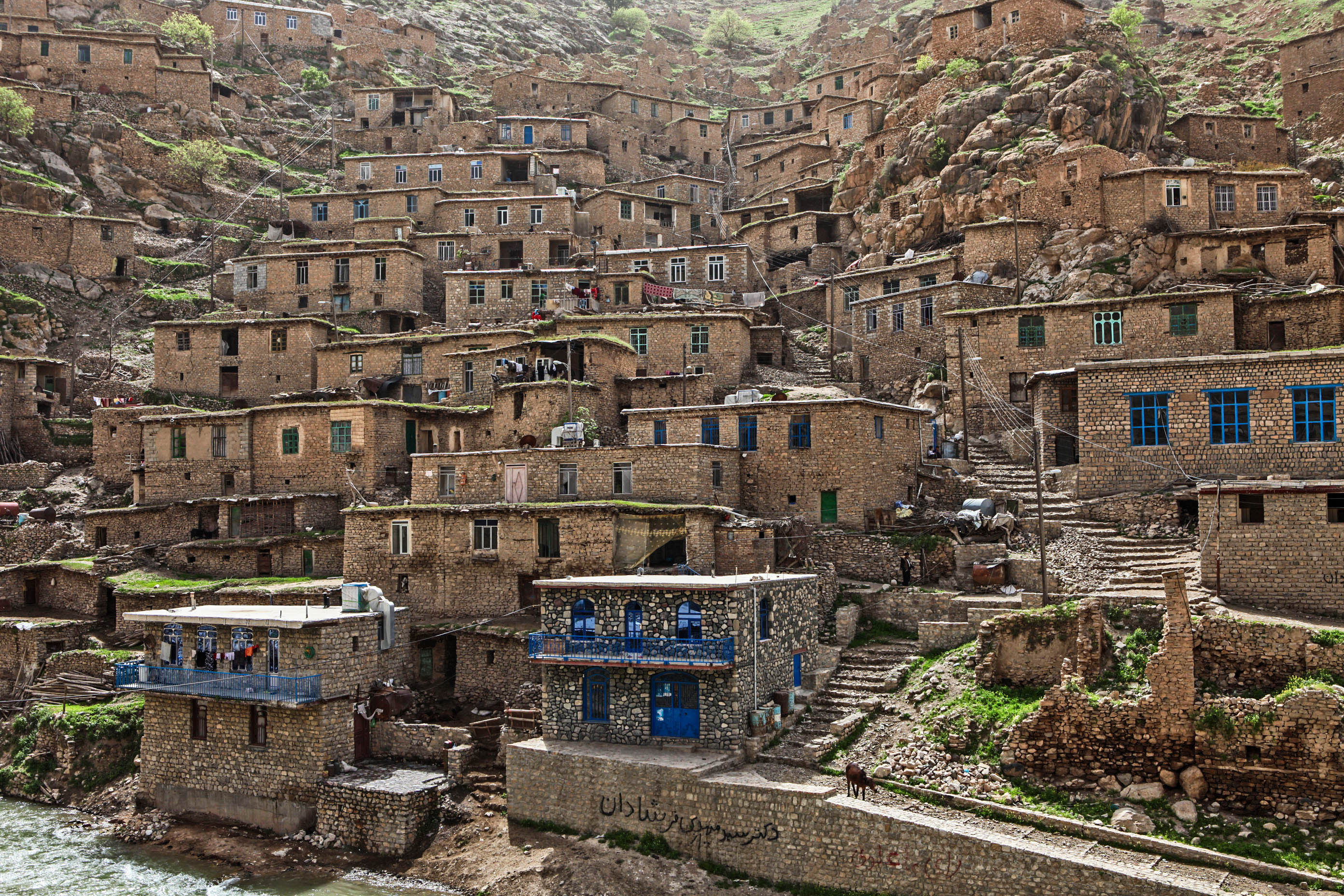
Die Festung Palangan in Sanandadsch

Der östliche Teil Kurdistans stimmt in großen Teilen mit den Provinzen Kermanschah, Kurdistan, Ilam und West-Aserbaidschan überein. Beherrscht wird das Gebiet durch das Zāgros-Gebirge.
Zu den bedeutenden archäologischen Fundstätten gehört unter anderem Godin Tepe in der Nähe der wichtigen Ost-West-Verbindung Hamadan.

### Syrischer Teil
Der syrische Teil Kurdistans wird von kurdischen Aktivisten als Rojava (Westkurdistan) bezeichnet. Das kurdische Siedlungsgebiet bildet hier bedingt durch die unnatürliche Grenzziehung kein zusammenhängendes Gebiet. Es erstreckt sich über den größeren Teil des Gouvernements al-Hasaka. Die größten Städte der Region sind Qamischli und al-Hasaka. Die größten Erdölvorkommen Syriens liegen in den kurdisch besiedelten Gebieten im Nordosten der dortigen Dschazira-Region, die daher eine besondere strategische Relevanz besitzt. In der Region Rumelan, östlich von Qamischli, stehen die größten Ölraffinerien des Landes.
Eine andere Region mit einer signifikanten kurdischen Bevölkerung ist Ain al-Arab (Kobanî) in Nordsyrien in der Nähe der Stadt Dscharabulus und Kurd Dagh im Nordwesten, rund um die Stadt Afrin im Gouvernement Aleppo. Die Region Kurd Dagh erstreckt sich bis zu den türkischen Landkreisen İslahiye und Kırıkhan. Viele Kurden leben ferner in den Großstädten wie Aleppo und Damaskus. Die kurdisch bewohnten nördlichen und nordöstlichen Teile Syriens werden auf kurdisch auch Kurdistana Binxetê („Kurdistan unter der Grenze“) genannt.

### Irakischer Teil

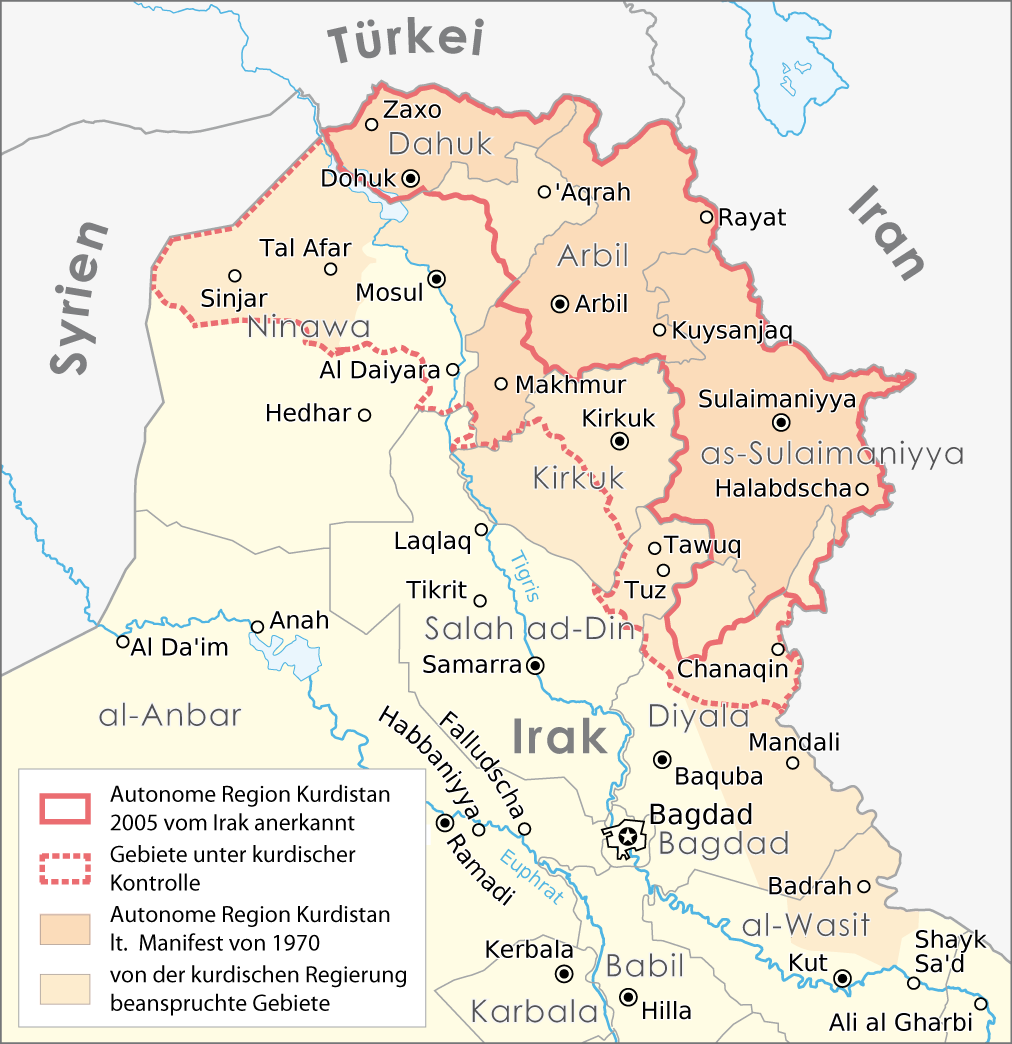
Aut. Reg. Kurdistan (Kontrollbereich nicht aktuell)

Der irakische Teil Kurdistans stimmt in großen Teilen mit der Autonomen Region Kurdistan überein und überschneidet sich mit dem Gebiet Türkmeneli. Die Autonome Region Kurdistan umfasst die Provinzen Arbil, Dohuk, Halabdscha und Sulaimaniya und Teile der Provinzen Diyala, Kirkuk und Ninawa.

## Geschichte

### Vor dem 10. Jahrhundert
Kurdistan ist Teil der Region des fruchtbaren Halbmonds, die in der Geschichte von vielen Kulturen und Reichen des Altertums besiedelt wurde. Die Hattier und die nachfolgenden Hethiter besiedelten in der Bronzezeit zwischen 2500 v. Chr. und 1200 v. Chr. das nordwestliche Vorderasien und damit die westlichen Gebiete des heutigen Kurdistan.
Ihr Reich endete im Rahmen der einsetzenden Völkerwanderung (siehe: Seevölker). Die hethitische Kultur überlebte jedoch bis um 700 v. Chr. in diversen Kleinstaaten in Ostanatolien, zum Beispiel in Malatya, Zincirli, Karkemisch und Tabal.
Nach der Zerstörung des hethitischen Reiches errichteten die Phryger unter ihrem König Midas ein Reich, das im 9. und 8. Jahrhundert v. Chr. Anatolien beherrschte. Seit 850 v. Chr. bestand am Vansee das Reich Urartu. Das armenische Königreich erlangte im ersten Jahrhundert v. Chr. seine größte Ausdehnung unter König Tigran dem Großen.

### Vom 10. Jahrhundert bis zur Gegenwart

#### Nordkurdistan im Osmanischen Reich

Ausdehnung des Osmanischen Reiches 1481–1683, darauf Kurdistan westlich des Vansees

Die erste Teilung Kurdistans zwischen dem Osmanischen Reich und dem Reich der Safawiden (Persien) hatte 1639 der Vertrag von Qasr-e Schirin besiegelt. Der Großteil der kurdischen Fürsten begab sich unter die osmanische Oberhoheit. Die damalige Teilung ist auch heute noch an der fast identisch verlaufenden Grenze zwischen der Türkei und Iran sichtbar.
Am 13. Dezember 1847 wurde das osmanische Vilâyet Kürdistan gegründet. Anfangs umfasste es die Gebiete Diyarbekir, die Sandschaks Van, Muş und Hakkâri und die Kazas (Bezirke) Cizre, Botan und Mardin. Hauptstadt war Ahlat, später dann Van, Muş und Diyarbekir. 1856 wurde das Vilayet neu definiert und 1864 aufgelöst. Aus dem Vilayet entstanden die zwei Vilayets Diyarbekir und Van.
Nach der Niederlage und dem Zerfall des Osmanischen Reichs billigten die Siegermächte im Vertrag von Sèvres den Kurden 1920 das Recht auf Selbstbestimmung zu. Die südwestlichen Gebiete Kurdistans wurden dem französischen Völkerbundmandat für Syrien und Libanon zugeschlagen. Großbritannien wurde Mandatsmacht im Britischen Mandat Mesopotamien, der die südöstlichen kurdischen Landesteile auf dem Gebiet des heutigen Irak zugeteilt wurden.
Zur gleichen Zeit organisierte Mustafa Kemal Atatürk den Widerstand gegen die europäischen Besatzungsmächte und Griechenland. Die Kemalisten propagierten eine Regierung beider Völker (Kurden und Türken) und banden auf diese Weise die kurdischen Stammesführer und Scheichs in den türkischen nationalen Befreiungskampf ein.
Im Vertrag von Lausanne (24. Juli 1923) wurden die neuen Machtverhältnisse zwischen der Türkei und den Besatzungsmächten Großbritannien, Frankreich und Italien vertraglich festgeschrieben. So konnte die Türkei die Bestimmungen von Sèvres im Vertrag von Lausanne laut dem Misak-ı Millî teilweise revidieren.

#### Nordkurdistan in der modernen Türkei
Aus den Resten des Osmanischen Reiches errichtete Mustafa Kemal Atatürk einen modernen türkischen Staat. Er bat die kurdischen Stammesführer um Unterstützung und versprach ihnen dafür einen gemeinsamen Staat aller Ethnien im Gebiet des Nationalen Vierecks.
Während der Konsolidierung des neuen Staates wandte sich Mustafa Kemal nicht von der Idee ab, einen Zentralstaat nach dem Vorbild der französischen Republik zu errichten, wohingegen kurdische Stammesführer ihre Machtposition erhalten wollten und unter diesem Aspekt auch einen erneuten militärischen Konflikt in Kauf nahmen. Atatürk setzte die Politik Ein Staat, eine Nation, eine Sprache, eine Identität durch. Der kemalistische Nationalismus sah vor, innerhalb der Grenzen des sogenannten Nationalpakts, des Misak-ı Millî, eine türkische Nation zu schaffen, die mit ihrem Land eine unteilbare Einheit bildet. Die diversen Nationalitäten und Minderheiten sollten im türkischen Nationalisierungsprozess verschmelzen.
Im Vertrag von Sèvres von 1920 versprachen die Siegermächte den Kurden Autonomie. Die Türkei konnte jedoch nach dem Sieg im Türkischen Befreiungskrieg den Vertrag revidieren und den Vertrag von Lausanne unterzeichnen. Was den Kurden durch die Siegermächte in Sèvres versprochen worden war, wurde in Lausanne gestrichen. Noch am 24. Dezember 1922 hatte London dem Völkerbund den Text einer gemeinsamen anglo-irakischen Erklärung folgenden Wortlauts mitgeteilt:

„Die Regierung Ihrer britischen Majestät und die Regierung des Irak anerkennen die Rechte der Kurden, die in den Grenzen des Irak leben, eine Regierung innerhalb dieser Grenzen zu errichten. Sie hoffen, dass die verschiedenen kurdischen Elemente so bald als möglich untereinander zu einer Regelung kommen, was die von ihnen gewünschte Regierungsform betrifft und über die Grenzen, in denen sie zu leben wünschen. Sie werden Gesandte schicken, die über ihre wirtschaftlichen und politischen Beziehungen zu der Regierung Ihrer Majestät und der irakischen Regierung verhandeln sollen.“

Mehrere begrenzte Aufstände wie 1925 der Scheich-Said-Aufstand, 1930 der Ararat- und 1938 der Dersim-Aufstand wurden von der überlegenen türkischen Armee niedergeschlagen. Seit 1984 wird der Türkei-PKK-Konflikt geführt.
1945 wurde die kurdische Nationalkleidung, der Sal Sapik, verboten, ebenso der Gebrauch der Sprache in der Öffentlichkeit. 1967 erfolgte ein erneutes offizielles Verbot von kurdischer Sprache, kurdischer Musik, kurdischer Literatur und Zeitungen.

#### Dynastien in Ostkurdistan
Eine sehr frühe Aufzeichnung einer Auseinandersetzung zwischen den Kurden und dem Sassanidenreich erscheint im Buch der Taten von Ardashir, Sohn von Babak. Das Buch berichtet über das Leben von Ardaschir Papagan, den Gründer der Sassanidendynastie. In diesem Buch berichtet der Autor über die Schlacht des kurdischen Königs Madig und Ardaschir.
Im 10. Jahrhundert bis zum 12. Jahrhundert beherrschten zwei kurdische Dynastien diese Region, die Hasanwayhiden (969–1015) und die Annaziden (990–1117). Der Ardalan-Staat, der im 14. Jahrhundert gegründet wurde, beherrschte die Territorien von Zardiawa (Karadagh), Xaneqîn, Kirkuk, Kifri und Hawraman. Diese Dynastie blieb bis 1867 erhalten, als Nāser ad-Din Schah (1848–1896) ihre Herrschaft brach.
Während der Safawiden-Herrschaft versuchte die Regierung die kurdischbesiedelten Gebiete in Westiran in ihre Macht zu bekommen. Damals existierten dort halbunabhängige Emirate der Kurden, beispielsweise das der Mukriyan (Mahabad), der Ardalan (Sanandadsch) und der Schikakstämme um den Urmia-See herum. Die Kurden widerstanden jedoch der Regierung und versuchten, eine sich selbstregierende Form zu erreichen. Dies führte zu blutigen Ausschreitungen zwischen den Kurden und den Safawiden. Die Kurden wurden schließlich besiegt und infolgedessen entschieden die Safawiden, die rebellischen Kurden durch Zwangsverschiebung und Deportationen im 15./16. Jahrhundert zu bestrafen. Zwischen den Jahren 1534 und 1535 begann Tahmasp I. die systematische Zerstörung der alten kurdischen Städte und Landschaften. Viele Kurden wurden ins Elburs-Gebirge und nach Chorasan deportiert. In dieser Zeit wurde der letzte Rest des antiken königlichen Hadhabâni-Stammes (Adiabene) von Zentralkurdistan nach Chorasan deportiert, wo die Stämme noch immer siedeln. Die Schlacht dieses Stammes fand um die Festung Dimdim statt.
Während des mittleren 18. Jahrhunderts geriet der kurdische Stamm von Bajalan in einen Konflikt mit der Zand-Dynastie. Als Karim Khan-e Zand das Gebiet von Kermānschāh besetzte, kämpfte Abd-Allah Khan, der Stammesführer der Bajalan, gegen die Macht der Zand-Prinzen. Der kurdische Stamm wurde 1775 in der Nähe von Xaneqîn von Nazar Ali Khan Zand geschlagen. Daraufhin wurden zweitausend ihrer Männer hingerichtet.
Im Jahre 1880 beteiligte sich ein kurdischer Führer an einer Serie von Revolten gegen die iranische Regierung. Diese Aufstände wurden erfolgreich von den Kadscharen-Königen unterdrückt. Dieser Sieg war einer der wenigen unter der Kadscharen-Herrschaft.
Die Schwäche der persischen Regierung während des Ersten Weltkrieges ermutigte einige kurdische Anführer, die chaotische Situation auszunutzen. Ismael Agha (auch bekannt als Simko), Anführer der Schikak, übernahm die Kontrolle in der Gegend westlich des Urmia-Sees von 1918 bis 1922. Simko wurde im Herbst 1922 aus seiner Region vertrieben und verbrachte acht Jahre im Untergrund. Als ihn die iranische Regierung zur Aufgabe überredete, lief er in einen Hinterhalt und wurde 1930 bei Ushno (Oschnaviyeh) getötet. Anschließend verfolgte Reza Schah Pahlavi einen rüden, aber effektiven Kurs gegen die Kurden. Hunderte kurdischer Anführer wurden deportiert und ins Exil getrieben. Ihr Land wurde von der Regierung konfisziert.

#### Rotes Kurdistan
Das Rote Kurdistan lag zwischen dem aserbaidschanischen Bergkarabach und dem armenischen Sjunik und wurde im 18. Jahrhundert von nomadischen kurdischen Stämmen besiedelt. Schließlich wurden sie zur Mehrheit in diesem Gebiet, besonders um Laçın (kurdisch: Laçîn), Kəlbəcər (kurdisch: Kelbajar) und Qubadlı (kurdisch: Qûbadlî) herum.
Im Jahre 1920 wurde diese Region ein Teil der Aserbaidschanischen Sozialistischen Sowjetrepublik. Am 23. Mai 1923 erhielt das Gebiet den Status einer autonomen Provinz (Oblast) innerhalb Aserbaidschans und führte den Namen Rotes Kurdistan. Weitere kurdische Gebiete erhielten jedoch keinen Oblast und durften sich dem Roten Kurdistan auch nicht anschließen. Die Amtssprache des Roten Kurdistans wurde Kurmandschi und sein Verwaltungszentrum Laçın. 1929 wurde die autonome Provinz durch Beschluss des 6. Aserbaidschanischen Sowjetkongresses aufgelöst.

#### Republik Ararat
Die Republik Ararat (benannt nach dem Berg Ararat) wurde 1927 während des Ararat-Aufstands als kurdischer Staat im Osten der kurz zuvor entstandenen türkischen Republik proklamiert. Sie wurde international nie anerkannt, ob es zu einer tatsächlichen Staatsgründung kam, ist umstritten. Seit spätestens 1931 ist das von ihr beanspruchte Gebiet unter türkischer Kontrolle, es liegt im Zentrum der türkischen Provinz Ağrı.

#### Republik Mahabad
Die Republik Mahabad, auch Republik von Mahabad oder Volksrepublik Mahabad genannt, war der einzige kurdische Nationalstaat. Als alliierte Truppen im September 1941 in Iran landeten, wurde die persische Armee aufgelöst. Söhne kurdischer Anführer ergriffen die Gelegenheit und flohen aus ihrem Exil in Teheran. Mit Unterstützung der Sowjetunion wurde in der Stadt Mahabad 1946 ein kurdischer Staat von der kurdischen Bewegung Komeley Jiyanewey Kurd unter der Führung von Qazi Mohammed ausgerufen.
Da der Kleinstaat nur die vier Städte Mahabad, Bukan, Naqada und Oschnaviyeh an der iranischen Westgrenze um den Urmia-See umfasste, wurde diese Staatsgründung nicht von allen iranischen Kurden getragen. Es gab sogar Kurden, die bei der Eroberung der Republik Kurdistan der iranischen Armee halfen. Die Republik überdauerte weniger als ein Jahr, da mit Abzug der sowjetischen Kräfte nach Ende des Krieges die Zentralregierung in Teheran die Armee der Republik besiegte und das Gebiet der Republik Kurdistan wieder an Iran angliederte.

#### Autonome Region Kurdistan
Die Autonome Region Kurdistan entstand im Jahre 1970 nach einem Vertrag zwischen Saddam Hussein und den Führern der kurdischen Parteien unter Molla Mustafa Barzani. De jure ist die Region Kurdistan eine Verwaltungseinheit des Irak, mit – insbesondere als Folge der Golfkriege – aus der Verfassung von 2005 garantierter weitreichender Autonomie, mit eigener Verfassung, Regierung, Parlament, Hauptstadt (Erbil), Verwaltung, Währung, Amtssprache, Wappen, Fahne und Nationalhymne, und eigenen Sicherheitskräften. Der gegenwärtige Präsident ist Masud Barzani, der Premierminister heißt Nêçîrvan Barzanî.

#### Provinz Kurdistan

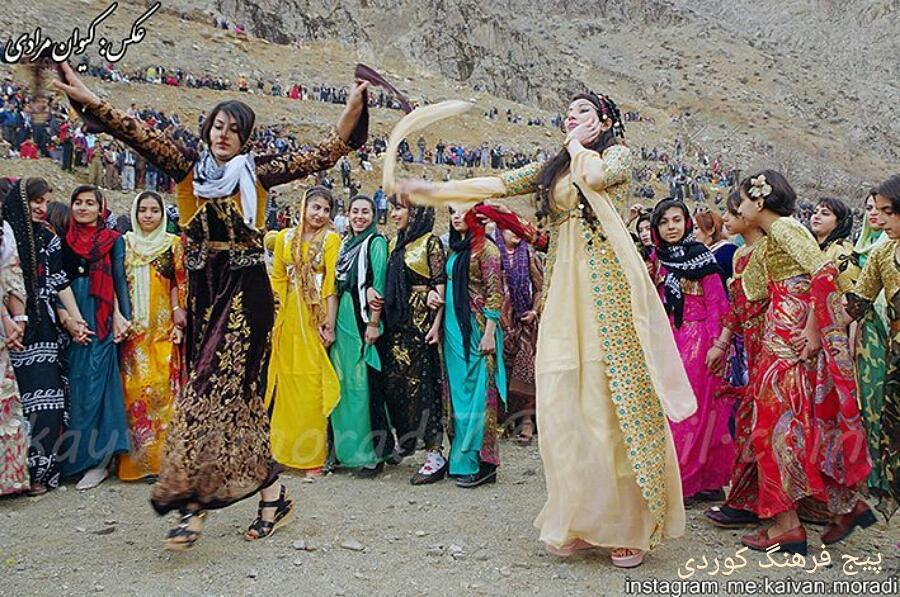
Kurdische Tanzveranstaltung im irakisch-iranischen Grenzgebiet von Hawraman

Die Provinz Kurdistan ist eine der dreißig Provinzen Irans. Es ist Teil des kurdischen Siedlungsgebietes und sollte nicht mit dem größeren geographischen Gebiet Kurdistan verwechselt werden. Kordestān liegt im Westen Irans an der Grenze zum Irak. In der Provinz leben 1.438.543 Menschen (Volkszählung 2006). Die Fläche der Provinz erstreckt sich auf 29.137 Quadratkilometer. Die Bevölkerungsdichte beträgt 49 Einwohner pro Quadratkilometer. Die Hauptstadt der Provinz ist Sanandadsch mit 316.862 Einwohnern (Volkszählung 2006).

## Bevölkerung

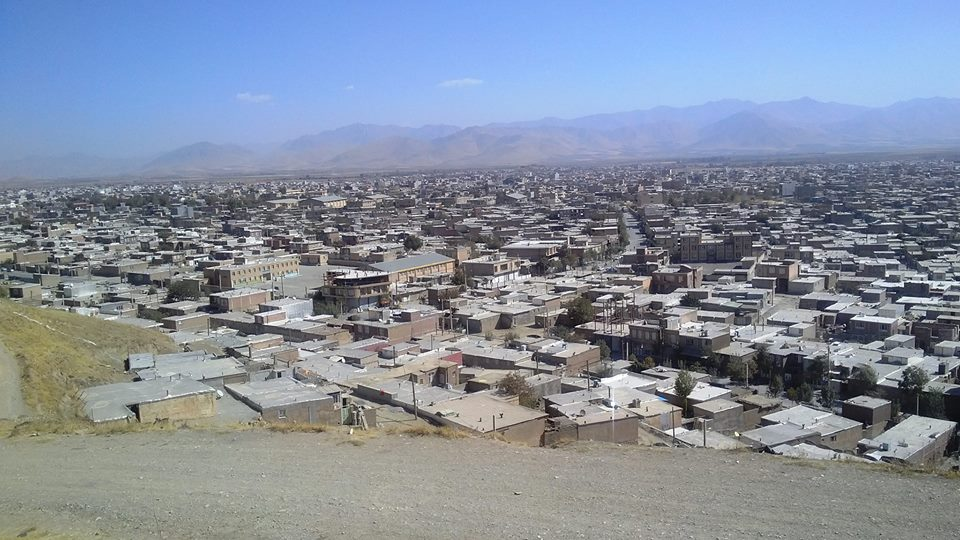
Piranschahr

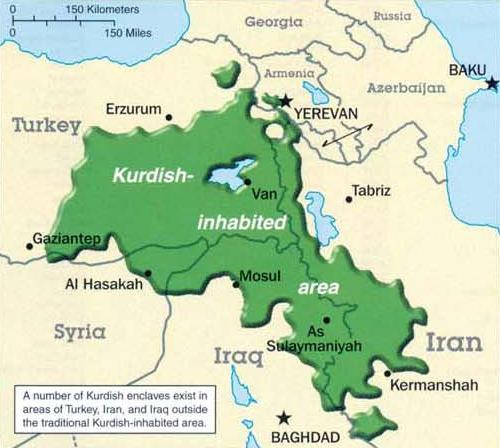
Siedlungsgebiete der Kurden laut CIA 2002 (es wird nicht unterschieden, ob Kurden im Verbreitungsgebiet überall die Bevölkerungsmehrheit stellen oder stellenweise nur Minderheit zwischen anderen sind)

Heute stellen die Kurden mit 20 bis 25 Prozent der Gesamtbevölkerung (ca. 16 bis 20 Millionen) die größte ethnische Minderheit in der Türkei dar. Auch im Irak stellen die Kurden mit etwa 6 bis 8 Millionen, was ca. 15 bis 20 % der dortigen Bevölkerung entspricht, die größte ethnische Minderheit. Die Kurden in Iran stellen etwa 10 % der Bevölkerung. Die Kurden in Syrien sind die größte nichtarabische Minderheit dort und machen zwischen 2,5 und 5 % der Bevölkerung aus. Die Mehrheit der Kurden sind sunnitische Muslime. Es gibt aber auch Aleviten in der Türkei und Jesiden im Irak, in Syrien und in der Türkei.